# Heterocordylus tumidicornis
Heterocordylus tumidicornis är en insektsart som först beskrevs av Herrich-schaeffer 1835.  Heterocordylus tumidicornis ingår i släktet Heterocordylus och familjen ängsskinnbaggar. Arten är reproducerande i Sverige. Inga underarter finns listade i Catalogue of Life.